# Eleição municipal de São Paulo em 2020
O primeiro turno da eleição municipal da cidade de São Paulo em 2020 ocorreu em 15 de novembro e o segundo  no dia 29, com o objetivo de eleger um prefeito, um vice-prefeito e 55 vereadores, que serão responsáveis pela administração da cidade. O então prefeito Bruno Covas, que assumiu o cargo em 2018, após o titular João Doria (com quem se elegeu em 2016) renunciar para poder disputar o Governo do Estado de São Paulo (para o qual seria eleito em segundo turno), estava apto para concorrer a uma possível reeleição, apesar de ainda se recuperar de tratamento contra um câncer no aparelho digestivo. Originalmente, as eleições ocorreriam em 4 de outubro (primeiro turno) e 25 de outubro (segundo turno, caso necessário), porém, com o agravamento da pandemia de COVID-19 no Brasil, as datas foram modificadas.
Com 59,38% de votos válidos, Bruno Covas (PSDB) foi reeleito prefeito de São Paulo vencendo em segundo turno  o candidato Guilherme Boulos (PSOL).

## Contexto político e pandemia
As eleições municipais de 2020 foram marcadas, antes mesmo de iniciada a campanha oficial, pela pandemia de COVID-19 no Brasil, o que fez com que os partidos remodelem suas estratégias de pré-campanha. O Tribunal Superior Eleitoral (TSE) autorizou os partidos a realizarem as convenções para escolha de candidatos aos escrutínios por meio de plataformas digitais de transmissão, para evitar aglomerações que possam proliferar o coronavírus. Alguns partidos recorreram a mídias digitais para lançar suas pré-candidaturas. Além disso, a partir deste pleito, foi colocada em prática a Emenda Constitucional 97/2017, que proíbe a celebração de coligações partidárias para as eleições legislativas, o que pode gerar um inchaço de candidatos ao legislativo. Conforme reportagem publicada pelo jornal Brasil de Fato em 11 de fevereiro de 2020, o país poderá ultrapassar a marca de 1 milhão de candidatos a prefeito, vice-prefeito e vereador neste escrutínio.

## Contexto político local
O pleito em São Paulo ocorre quatro anos depois da eleição municipal de São Paulo em 2016, na qual o tucano João Doria foi eleito prefeito de São Paulo com 53% dos votos no primeiro turno, derrotando o então prefeito Fernando Haddad. Visando às eleições estaduais em São Paulo em 2018, Doria renunciou ao cargo de prefeito para disputar a eleição para governador, na qual venceu o então mandatário Márcio França, no segundo turno, com 51% dos votos. Com a renúncia de João Doria, assumiu o também tucano Bruno Covas, neto do ex-governador Mário Covas e que anteriormente havia sido deputado federal e chefiado a Secretaria de Meio Ambiente durante a terceira gestão de Geraldo Alckmin.
No final de 2019, Bruno Covas recebeu o diagnóstico que estava com câncer em metáfase e iniciou a quimioterapia. De início, algumas figuras do PSDB consideraram trocar Covas por outro candidato na eleição municipal com medo que não tivesse condições de continuar a gestão, porém o prefeito se recuperou e foi confirmado como candidato a reeleição.
Apesar de o presidente Jair Bolsonaro ter dito inicialmente que não apoiará nenhum candidato em eleições municipais, alguns candidatos apresentam-se como alinhados ao bolsonarismo, como Celso Russomanno (Republicanos), Filipe Sabará (NOVO), Levy Fidelix (PRTB) e  Andrea Matarazzo (PSD). Entre os candidatos de direita atualmente rompidos com Bolsonaro estão Arthur do Val (Patriota) e Joice Hasselmann (PSL).  O ex-governador Márcio França (PSB), por sua vez, oscila entre críticas e aproximações com o governo federal. Entre críticos a Jair Bolsonaro, encontram-se Jilmar Tatto (PT), Guilherme Boulos (PSOL), Orlando Silva (PCdoB), Vera Lúcia (PSTU) e Antônio Carlos Silva (PCO).

## Convenções partidárias
A escolha dos candidatos à Prefeitura de São Paulo é oficializada durante as convenções partidárias, que ocorrem excepcionalmente neste pleito entre 31 de agosto a 16 de setembro, período definido pela Emenda Constitucional nº 107 de 2020. Válido para todos os partidos políticos, o prazo garante a isonomia entre as legendas e é o momento em que os partidos escolhem quais filiados podem pedir o registro de candidatura e se disputarão a eleição coligados com outras legendas.
Nota: a tabela a seguir está organizada por ordem cronológica de realização das convenções.
| Data da convenção | Nome e sigla do partido                               | Posicionamento oficial |
| ----------------- | ----------------------------------------------------- | --- |
| 31 de agosto      | Partido Social Democrático (PSD)                      | Candidatura de Andrea Matarazzo à Prefeitura de São Paulo e Marta Costa a vice-prefeita. |
| 31 de agosto      | Partido Renovador Trabalhista Brasileiro (PRTB)       | Candidatura de Levy Fidelix à Prefeitura de São Paulo e Jairo Glikson a vice-prefeito. |
| 31 de agosto      | Partido Social Liberal (PSL)                          | Candidatura de Joice Hasselmann à Prefeitura de São Paulo e Ivan Leão Sayeg a vice-prefeito. |
| 31 de agosto      | Democratas (DEM)                                      | Apoio formal à candidatura de Bruno Covas (PSDB) à Prefeitura de São Paulo. |
| 3 de setembro     | Cidadania                                             | Apoio formal à candidatura de Bruno Covas (PSDB) à Prefeitura de São Paulo. |
| 5 de setembro     | Partido Novo (NOVO)                                   | Candidatura de Filipe Sabará à Prefeitura de São Paulo e Marina Helena a vice-prefeita. |
| 5 de setembro     | Podemos (PODE)                                        | Apoio formal à candidatura de Bruno Covas (PSDB) à Prefeitura de São Paulo. |
| 5 de setembro     | Partido Socialismo e Liberdade (PSOL)                 | Candidatura de Guilherme Boulos à Prefeitura de São Paulo e Luiza Erundina a vice-prefeita. |
| 5 de setembro     | Partido Comunista do Brasil (PCdoB)                   | Candidatura de Orlando Silva Jr à Prefeitura de São Paulo. |
| 5 de setembro     | Partido Verde (PV)                                    | Apoio formal à candidatura de Bruno Covas (PSDB) à Prefeitura de São Paulo. |
| 6 de setembro     | Partido Liberal (PL)                                  | Apoio formal à candidatura de Bruno Covas (PSDB) à Prefeitura de São Paulo. |
| 7 de setembro     | Patriota                                              | Candidatura de Arthur do Val à Prefeitura de São Paulo e Adelaide Olivera a vice-prefeita. |
| 7 de setembro     | Democracia Cristã (DC)                                | Apoio formal à candidatura de Joice Hasselmann (PSL) à Prefeitura de São Paulo. |
| 8 de setembro     | Rede Sustentabilidade (REDE)                          | Candidatura de Marina Helou à Prefeitura de São Paulo. |
| 9 de setembro     | Partido Social Cristão (PSC)                          | Apoio formal à candidatura de Bruno Covas (PSDB) à Prefeitura de São Paulo. |
| 10 de setembro    | Podemos (PODE)                                        | Apoio formal à candidatura de Bruno Covas (PSDB) à Prefeitura de São Paulo. |
| 10 de setembro    | Partido Republicano da Ordem Social (PROS)            | Apoio formal à candidatura de Bruno Covas (PSDB) à Prefeitura de São Paulo. |
| 11 de setembro    | Movimento Democrático Brasileiro (MDB)                | Apoio formal à candidatura de Bruno Covas (PSDB) à Prefeitura de São Paulo e candidatura de Ricardo Nunes a vice-prefeito. |
| 11 de setembro    | Partido Socialista Brasileiro (PSB)                   | Candidatura de Márcio França à Prefeitura de São Paulo. |
| 12 de setembro    | Partido da Social Democracia Brasileira (PSDB)        | Candidatura de Bruno Covas à Prefeitura de São Paulo. |
| 12 de setembro    | Partido dos Trabalhadores (PT)                        | Candidatura de Jilmar Tatto à Prefeitura de São Paulo. |
| 12 de setembro    | Partido Democrático Trabalhista (PDT)                 | Apoio formal à candidatura de Márcio França (PSB) à Prefeitura de São Paulo e candidatura de Antônio Neto a vice-prefeito. |
| 12 de setembro    | Partido da Mobilização Nacional (PMN)                 | Apoio formal à candidatura de Márcio França (PSB) à Prefeitura de São Paulo. |
| 12 de setembro    | Partido Trabalhista Brasileiro (PTB)                  | Candidatura de Marcos da Costa à Prefeitura de São Paulo e Cabo Edjane Sousa a vice-prefeita. Da Costa viria a retirar-se do páreo aos 16 de setembro, aceitando a indicação para ser vice de Celso Russomanno (Republicanos). |
| 12 de setembro    | Partido da Causa Operária (PCO)                       | Candidatura de Antonio Carlos Silva à Prefeitura de São Paulo e Henrique Áreas a vice-prefeito. |
| 12 de setembro    | Partido Socialista dos Trabalhadores Unificado (PSTU) | Candidatura de Vera Lúcia à Prefeitura de São Paulo e Professor Lucas Nizuma a vice-prefeito. |
| 13 de setembro    | Partido Trabalhista Cristão (PTC)                     | Retirada das candidaturas de Antônio Ribas Paiva à Prefeitura de São Paulo e Adriana Ribeiro a vice-prefeita e apoio formal à candidatura de Bruno Covas (PSDB) à Prefeitura.                                                  |
| 13 de setembro    | Solidariedade                                         | Apoio formal à candidatura de Márcio França (PSB) à Prefeitura de São Paulo. |
| 14 de setembro    | Avante                                                | Apoio formal à candidatura de Márcio França (PSB) à Prefeitura de São Paulo. |
| 15 de setembro    | Partido Comunista Brasileiro (PCB)                    | Apoio formal à candidatura de Guilherme Boulos (PSOL) à Prefeitura de São Paulo. |
| 15 de setembro    | Rede Sustentabilidade (REDE)                          | Candidatura de Marina Helou à Prefeitura de São Paulo e Marco Dipreto a vice-prefeito. |
| 15 de setembro    | Progressistas (PP)                                    | Apoio formal à candidatura de Bruno Covas (PSDB) à Prefeitura de São Paulo. |
| 15 de setembro    | Republicanos                                          | Candidatura de Celso Russomanno à Prefeitura de São Paulo. Marcos da Costa (PTB),retirou sua candidatura a prefeito e será candidato a vice-prefeito                                                                           |
| 15 de setembro    | Partido da Mulher Brasileira (PMB)                    | O partido não anunciou a princípio apoio formal à nenhum candidato. Em 24 de setembro de 2020,anunciou apoio formal à candidatura de Márcio França (PSB) à Prefeitura de São Paulo.                                            |
| 15 de setembro    | Unidade Popular (UP)                                  | Apoio formal à candidatura de Guilherme Boulos (PSOL) à Prefeitura de São Paulo. |

## Candidatos
| Candidato(a) a prefeito(a) | Candidato(a) a prefeito(a) | Candidato(a) a prefeito(a) | Candidato(a) a vice-prefeito(a) | Nº | Coligação/Partido | Tempo de horário eleitoral |
| --- | --- | --- | --- | --- | --- | -------------------------- |
| | | Orlando Silva PCdoB | Andrea Barcelos PCdoB | 65 | Partido Comunista do Brasil PCdoB | 18 segundos                |
| | | Andrea Matarazzo PSD | Marta Costa PSD | 55 | Partido Social Democrático PSD | 46 segundos                |
| | | Joice Hasselmann PSL | Ivan Sayeg1 PSL | 17 | SP Merece Mais PSL, DC | 1 min e 6 s                |
| | | Celso Russomanno Republicanos | Marcos da Costa PTB | 10 | Aliança por São Paulo Republicanos, PTB | 52 segundos                |
| | | Márcio França PSB | Antonio Neto PDT | 40 | Aqui Tem Palavra PSB, PDT, PMN, Avante, Solidariedade | 1 min e 38 s               |
| | | Arthur do Val Mamãe Falei2 Patriota | Adelaide Oliveira Patriota | 51 | Patriota | 17 segundos                |
| | | Jilmar Tatto PT | Carlos Zarattini PT | 13 | Partido dos Trabalhadores PT | 1 min e 8 s                |
| | | Bruno Covas PSDB | Ricardo Nunes MDB | 45 | Todos por São Paulo PSDB, MDB, PODE, PP, PSC, PL, Cidadania, DEM, PTC, PV, PROS | 3 min e 33 s               |
| | | Guilherme Boulos PSOL | Luiza Erundina PSOL | 50 | Pra Virar o Jogo PSOL, PCB, UP | 18 segundos                |
| | | Marina Helou REDE | Marco DiPreto REDE | 18 | Rede Sustentabilidade REDE | Não possui                 |
| | | Levy Fidelix PRTB | Jairo Glikson PRTB | 28 | Partido Renovador Trabalhista Brasileiro PRTB | Não possui                 |
| | | Vera Lúcia PSTU | Professor Lucas PSTU | 16 | Partido Socialista dos Trabalhadores Unificado PSTU | Não possui                 |
| | | Antônio Carlos PCO3 | Henrique Áreas PCO | 29 | Partido da Causa Operária PCO | Não possui                 |
| Apresentação de acordo com a ordem da propaganda eleitoral e representação partidária ↑1 - Ivan Sayeg substituiu Sandra Vaz Gentil (PSL) como candidato na chapa ↑2 - Em outubro, o candidato Arthur do Val alterou seu nome de urna para Arthur do Val Mamãe Falei ↑3 - O TRE indeferiu a candidatura pela falta de um documento. No dia seguinte, com a regularização do documento, a candidatura foi considerada apta novamente | Apresentação de acordo com a ordem da propaganda eleitoral e representação partidária ↑1 - Ivan Sayeg substituiu Sandra Vaz Gentil (PSL) como candidato na chapa ↑2 - Em outubro, o candidato Arthur do Val alterou seu nome de urna para Arthur do Val Mamãe Falei ↑3 - O TRE indeferiu a candidatura pela falta de um documento. No dia seguinte, com a regularização do documento, a candidatura foi considerada apta novamente | Apresentação de acordo com a ordem da propaganda eleitoral e representação partidária ↑1 - Ivan Sayeg substituiu Sandra Vaz Gentil (PSL) como candidato na chapa ↑2 - Em outubro, o candidato Arthur do Val alterou seu nome de urna para Arthur do Val Mamãe Falei ↑3 - O TRE indeferiu a candidatura pela falta de um documento. No dia seguinte, com a regularização do documento, a candidatura foi considerada apta novamente | Apresentação de acordo com a ordem da propaganda eleitoral e representação partidária ↑1 - Ivan Sayeg substituiu Sandra Vaz Gentil (PSL) como candidato na chapa ↑2 - Em outubro, o candidato Arthur do Val alterou seu nome de urna para Arthur do Val Mamãe Falei ↑3 - O TRE indeferiu a candidatura pela falta de um documento. No dia seguinte, com a regularização do documento, a candidatura foi considerada apta novamente | Apresentação de acordo com a ordem da propaganda eleitoral e representação partidária ↑1 - Ivan Sayeg substituiu Sandra Vaz Gentil (PSL) como candidato na chapa ↑2 - Em outubro, o candidato Arthur do Val alterou seu nome de urna para Arthur do Val Mamãe Falei ↑3 - O TRE indeferiu a candidatura pela falta de um documento. No dia seguinte, com a regularização do documento, a candidatura foi considerada apta novamente | Apresentação de acordo com a ordem da propaganda eleitoral e representação partidária ↑1 - Ivan Sayeg substituiu Sandra Vaz Gentil (PSL) como candidato na chapa ↑2 - Em outubro, o candidato Arthur do Val alterou seu nome de urna para Arthur do Val Mamãe Falei ↑3 - O TRE indeferiu a candidatura pela falta de um documento. No dia seguinte, com a regularização do documento, a candidatura foi considerada apta novamente | Sobras: 0:04               |

### Indeferidos
| Candidato a prefeito | Candidato a prefeito | Candidato a prefeito | Candidato(a) a vice-prefeito(a) | Nº | Coligação/Partido | Notas |
| -------------------- | -------------------- | -------------------- | ------------------------------- | -- | ----------------- | --- |
|                      |                      | Filipe Sabará NOVO   | Marina Helena NOVO              | 30 | Partido Novo NOVO | Após a expulsão de Filipe Sabará de seu partido, o NOVO, a sua candidatura foi indeferida pelo Tribunal Regional Eleitoral de São Paulo. A candidata a vice-prefeita Maria Helena renunciou a candidatura após a expulsão de Filipe do partido, e o NOVO não indicou ninguém em seu lugarEm 29 de outubro, Sabará renunciou a candidatura. |

## Campanhas

### Bruno Covas (PSDB)

#### Primeiro turno
Após a renúncia de João Doria para disputar as eleições estaduais em 2018, Bruno Covas já buscou formar uma coalizão para poder disputar a reeleição. No inicio de 2020, já conseguiu o apoio do Movimento Democrático Brasileiro (MDB), Democratas (DEM), Partido Social Cristão (PSC), Podemos (PODE) e Cidadania, mais tarde obtendo o apoio do Progressistas (PP),Partido Republicano da Ordem Social (PROS), Partido Verde (PV) e Partido Trabalhista Cristão (PTC), consequentemente sendo o candidato com maior tempo de horário eleitoral. Apesar da preferência do prefeito por ter uma chapa puro sangue do PSDB, o vereador Ricardo Nunes do MDB foi escolhido como vice.
Durante a campanha eleitoral, Bruno Covas exaltou sua gestão durante a pandemia de COVID-19 e usou sua vida pessoal como neto de Mário Covas e sobrevivente do tratamento de câncer para afirmar que era o candidato mais adequado na recuperação da capital paulista. Recebeu apoio da ex-prefeita Marta Suplicy com a finalidade da formação de uma "frente ampla" de centro contra o Bolsonaro nas eleições subsequentes, estratégia que o tucano negou quando questionado.
No plano de governo, Covas propôs o enxugamento do Estado com a continuação das concessões realizadas nas gestões tucanas junto à novos programas sociais a fim de mitigar as desigualdades. As propostas incluem construir 12 novos CEUs, 6 novas UPAs, adquirir 500 mil tablets para os alunos do ensino fundamental junto com avançar programas de concessões e desestatizações nos terminais de ônibus, serviço funerário e baixios de viadutos.
Nas pesquisas eleitorais, Bruno Covas começou em segundo lugar, atrás de Celso Russomanno, distância que foi gradualmente sendo reduzida até que Bruno Covas superou Celso Russomanno nas pesquisas eleitorais. Na reta final, Bruno Covas chegou a ser cotado a vencer no primeiro turno, repetindo o feito de João Doria eleição passada, fato que não se confirmou em parte por causa da maior abstenção de áreas em que ele é melhor avaliado.

#### Segundo turno
Bruno Covas avançou ao segundo turno com 32,85% dos votos e vencendo em todas as zonas eleitorais de São Paulo, fato inédito nas eleições municipais. Recebeu apoio de adversários derrotados no primeiro turno, como Celso Russomanno (Republicanos), Andrea Matarazzo (PSD) e Joice Hasselmann (PSL). O jornal Estadão, chegou a fazer um editorial declarando apoio a Bruno Covas.
Na reta final da campanha, a ex-prefeita Marta Suplicy passou a acompanhar Covas nas campanhas de rua pela periferia. Como Marta faz parte do grupo de risco para contrair Covid-19, a ex-prefeita fez campanha dentro de um veículo adaptado, com carroceria cercada de acrílico, que foi apelidado de "Martamóvel".

### Guilherme Boulos (PSOL)

#### Primeiro turno
Em julho de 2020, a chapa liderada por Guilherme Boulos venceu as prévias internas do PSOL, se tornando o candidato do partido para a capital paulista, subsequentemente sendo apoiado pela Unidade Popular (UP) e o Partido Comunista Brasileiro (PCB). A sua vice é a ex-prefeita Luiza Erundina.
Durante a campanha eleitoral, Boulos se colocou como a única alternativa para evitar um segundo turno entre Bruno Covas e Celso Russomanno. Consequentemente, recebeu apoio de várias personalidades do meio artístico e político como Caetano Veloso, Chico Buarque, Wagner Moura, Marilena Chaui, Laerte Coutinho, Júlia Lemmertz e Zé de Abreu.
No plano de governo, Boulos defende o combate ao racismo com a criação do "Fundo Municipal de Políticas de Combate ao Racismo" e capacitação da Guarda Civil Municipal para inibir crimes de ódio, na área fiscal também propõem aumentar o ISS para instituições financeiras e o IPTU para mansões. Além disso, seu plano ainda fala sobre o atendimento visando as particularidades de alguns grupos da sociedade, como mulheres, LGBTQIA+, pessoas com deficiência e muitos outros.
Nas pesquisas eleitorais, o candidato do PSOL ficou em terceiro lugar durante a maior parte da campanha, atrás de Bruno Covas e Celso Russomanno. No entanto, com a queda de Russomanno e o baixo desempenho do candidato do PT, partido de esquerda que historicamente esteve presente em todos os segundos turnos paulistanos, Boulos acabou chegando ao segundo turno. Sua alta popularidade nas redes sociais, sobretudo entre os jovens, pode ter contribuído para essa conquista.

#### Segundo turno
Após o primeiro turno, a maioria dos candidatos derrotados à esquerda do campo político apoiaram Guilherme Boulos, incluindo Jilmar Tatto (PT), Orlando Silva (PCdoB) e Marina Helou (REDE). PDT e PSB declararam apoio à Boulos. Márcio França, candidato do PSB que terminou o primeiro turno em terceiro lugar, preferiu a neutralidade. Em seu horário eleitoral, Boulos exibiu o apoio de figuras da esquerda de caráter nacional, como Lula, Ciro Gomes, Marina Silva e Flávio Dino.

### Márcio França (PSB)
Em 2018, mesmo perdendo a eleição a nível estadual, Márcio França conseguiu quase 60% dos votos da cidade de São Paulo contra João Doria, o resultado fez com que o PSB selecionasse o ex-governador paulista a ser o candidato na eleição municipal, tendo fechado aliança com Partido Democrático Trabalhista (PDT), Solidariedade e Avante. Seu vice é o sindicalista Antônio Neto do PDT.
Durante a campanha eleitoral, Márcio França focou em criticar o Governo Bruno Covas, associando a gestão tucana ao João Doria, além de usar sua experiência como prefeito de São Vicente e Governador de São Paulo. Apesar de receber apoio de Ciro Gomes, manteve uma relação ambígua com Jair Bolsonaro durante a campanha, chegando a tirar foto com o Bolsonaro um pouco antes das convenções, gerando frustrações de setores mais progressistas de sua coligação.
No plano de governo, França prometeu que, caso eleito, iria criar estímulos para a retomada da economia, junto com programas para jovens de 17 e 18 anos poderem trabalhar para a prefeitura e o aumento do efetivo da Guarda Municipal.

### Celso Russomanno (Republicanos)
Depois das derrotas em 2012 e 2016, Celso Russomanno inicialmente buscou se tornar vice de Bruno Covas, porém após receber o apoio do Presidente Jair Bolsonaro, decidiu se lançar pela terceira para a Prefeitura de São Paulo. Escolheu como vice o então candidato Marcos da Costa do Partido Trabalhista Brasileiro (PTB), partido considerado aliado do Governo Federal.
Durante a campanha eleitoral, o candidato do Republicanos reforçou sua ligação com o Bolsonaro, afirmando no debate que era "o único candidato com amizade de Bolsonaro", prometendo usar essa ligação para renegociar a dívida do município com a União, assim liberando recursos para implantar o "Auxílio Emergencial Paulistano" que iria complementar o auxílio emergencial, associado ao Governo Bolsonaro. Também buscou se distinguir do governador João Dória, foi contra a reforma fiscal apresentada pelo João Doria, projeto de lei que a bancada estadual do Republicanos votou majoritariamente a favor, e afirmou que era contra vacinação obrigatória do coronavírus, seguindo a posição de Jair Bolsonaro.
No plano de governo, Russomanno apresentou propostas para 11 áreas, incluindo mais investimentos culturais a fim de tornar São Paulo um centro audiovisual, maior defesa do consumidor e isenção do IPTU em prédios tombados.

### Arthur do Val Mamãe Falei (Patriota)
Após ser eleito deputado nas eleições estaduais em 2018, o empresário e youtuber Arthur do Val, conhecido como "Mamãefalei", lançou sua candidatura pelo Patriota em 7 de setembro de 2020. Ligado ao Movimento Brasil Livre, grupo que atuou ativamente no pelo impeachment da presidente Dilma Rousseff (PT) em 2016, Arthur busca representar o espectro político da direita liberal, rompida com o governo do presidente Jair Bolsonaro. Sua vice é Adelaide Oliveira, líder do movimento Vem Pra Rua, que também trabalhou pelo afastamento de Dilma.
Com 2,7 milhões de seguidores no YouTube, a campanha de Arthur do Val ganhou relevância nas redes sociais. Arthur chegou a ser o candidato mais procurado no Google durante o debate promovido pela Rede Bandeirantes, e também chegou a liderar o número de curtidas no Facebook e no Instagram.
Sua principais propostas são o fim da Cracolândia, a abertura de escolas 360 dias no ano, a transformação da Guarda Civil Metropolitana em uma polícia municipal, e a revisão do Plano Diretor da cidade, com a finalidade de adensar bairros da região central.
Com a impugnação da candidatura de Filipe Sabará (NOVO), personalidades ligadas ao Partido Novo declararam apoio à Val.

### Jilmar Tatto (PT)
Após a derrota de Fernando Haddad em 2016 para o tucano João Doria, o Partido dos Trabalhadores (PT) decidiu em sua eleição partidária escolher o nome de Jilmar Tatto para a candidatura do partido no município.
Com o intuito de nacionalizar a candidatura pensando nas eleições em 2022, o PT optou por manter uma candidatura própria na cidade. Com tradicionais parceiros do partido lançado candidatura própria, como o Partido Comunista do Brasil (PCdoB), Tatto saiu em uma chapa 'puro-sangue' sendo composta com o deputado federal Carlos Zarattini.
Nas primeiras pesquisas eleitorais, os petistas frustraram-se com a largada de Tatto na campanha pontuando em média 1% das intenções de voto. Com a entrada de grandes nomes do PT na campanha, como o ex-presidente Luiz Inácio Lula da Silva e o ex-prefeito Fernando Haddad. Apesar dos apoios de petistas notórios, Tatto cresceu pouco nas pesquisas atingindo de 3 a 4%. Com essa falta de competividade eleitoral - evidenciada pelas pesquisas - setores dentro do próprio PT e outros membros de outros partidos de esquerda, criticaram a manutenção da chapa de Tatto e sugeriram que apoiassem a candidatura de Guilherme Boulos, mais bem posicionado nas pesquisas.
Apesar das críticas, lideranças do PT como a presidente do partido, Gleisi Hoffmann, optaram pela manutenção da candidatura petista e dizem defender 'a democracia interna do partido'.

## Plano de mídia

### Geradoras do horário eleitoral[136]
TV
- 9 a 13/10 e 23/11 - TV Bandeirantes São Paulo
- 14 a 17/10 e 26/11 - RecordTV São Paulo
- 19 a 23/10 e 25/11 - RedeTV! São Paulo
- 24 a 28/10 e 24/11 - TV Cultura
- 29 a 31/10, 2 e 27/11 - TV Globo São Paulo
- 3 a 7 e 21/11 - TV Gazeta
- 9 a 12 e 20/11 - SBT São Paulo

Rádio
- 9 a 14/10 e 24/11 - Rádio Record
- 15 a 20/10 e 20/11 - CBN São Paulo
- 21 a 26/10, 26 e 27/11 - Jovem Pan
- 27 a 31/10 e 21/11 - Transamérica São Paulo
- 2 a 6 e 23/11 - Rádio Capital (São Paulo)
- 7 a 12 e 25/11 - Rádio Bandeirantes São Paulo

## Pesquisas eleitorais
As pesquisas oficiais registradas podem ser encontradas no sistema PesqEle Público, do Tribunal Superior Eleitoral. As pesquisas buscam analisar como seria o resultado da eleição se ela ocorresse no dia em que os dados foram coletados, não tendo como objetivo prever o resultado final da eleição.

### Segundo turno
| Fonte              | Data(s) conduzidas | Amostragem | Covas PSDB    | Boulos PSOL | Abst. Indec. | Vantagem |
| ------------------ | ------------------ | ---------- | ------------- | ----------- | ------------ | -------- |
| Fonte              | Data(s) conduzidas | Amostragem | Votos válidos |             | Abst. Indec. | Vantagem |
| Ibope              | 27-28 Nov          | 1.204      | 57%           | 43%         | –            | 14%      |
| Datafolha          | 27-28 Nov          | 3.047      | 55%           | 45%         | –            | 10%      |
| Real Time Big Data | 25-26 Nov          | 1.000      | 54%           | 46%         | –            | 9%       |
| Datafolha          | 24-25 Nov          | 1.512      | 54%           | 46%         | –            | 9%       |
| Ibope              | 23-25 Nov          | 1.001      | 57%           | 43%         | –            | 14%      |
| Datafolha          | 23 Nov             | 1.260      | 55%           | 45%         | –            | 10%      |
| Datafolha          | 17-18 Nov          | 1.254      | 58%           | 42%         | –            | 16%      |
| Ibope              | 16–18 Nov          | 1,001      | 58%           | 42%         | –            | 16%      |
| EXAME/Ideia        | 16-17 Nov          | 800        | 64%           | 36%         | –            | 28%      |
| XP/Ipespe          | 16-17 Nov          | 800        | 60%           | 40%         | –            | 20%      |
| Paraná Pesquisas   | 16-17 Nov          | 1.000      | 61%           | 38%         | –            | 23%      |
| RealTime Big Data  | 16-17 Nov          | 1.050      | 60%           | 40%         | –            | 20%      |
| Votos absolutos    |                    |            |               |             |              |          |
| Ibope              | 27-28 Nov          | 1.204      | 48%           | 36%         | 17%          | 12%      |
| Datafolha          | 27-28 Nov          | 3.047      | 48%           | 39%         | 13%          | 9%       |
| Real Time Big Data | 25-26 Nov          | 1.000      | 49%           | 41%         | 10%          | 8%       |
| Datafolha          | 24-25 Nov          | 1.512      | 47%           | 40%         | 13%          | 7%       |
| Ibope              | 23-25 Nov          | 1.001      | 48%           | 37%         | 12%          | 11%      |
| Datafolha          | 23 Nov             | 1.260      | 48%           | 40%         | 12%          | 8%       |
| Datafolha          | 17-18 Nov          | 1.254      | 48%           | 35%         | 17%          | 13%      |
| Ibope              | 16–18 Nov          | 1,001      | 47%           | 35%         | 18%          | 12%      |
| EXAME/Ideia        | 16-17 Nov          | 800        | 56%           | 31%         | 13%          | 25%      |
| XP/Ipespe          | 16-17 Nov          | 800        | 48%           | 32%         | 20%          | 16%      |
| Paraná Pesquisas   | 16-17 Nov          | 1.000      | 50%           | 32%         | 18%          | 18%      |

### Primeiro turno
| Fonte               | Data(s) conduzidas | Amostragem | Covas PSDB      | Boulos PSOL | Russomanno Republicanos | França PSB | Arthur Patriota | Tatto PT | Joice PSL | Matarazzo PSD | Vera PSTU | Orlando PCdoB | Antonio PCO | Fidelix PRTB | Marina REDE | Sabará NOVO | Outros | Abst. Indec. | Vantagem |       |       |   |   |   |        |
| ------------------- | ------------------ | ---------- | --------------- | ----------- | ----------------------- | ---------- | --------------- | -------- | --------- | ------------- | --------- | ------------- | ----------- | ------------ | ----------- | ----------- | ------ | ------------ | -------- | ----- | ----- | - | - | - | ------ |
| Fonte               | Data(s) conduzidas | Amostragem | Resultado final | 15 de Nov   | –                       | 32,85%     | 20,24%          | 10,50%   | 13,64%    | 9,78%         | 8,65%     | 1,84%         | 1,55%       | 0,06%        | 0,23%       | –           | Outros | Abst. Indec. | Vantagem | 0,22% | 0,41% | – | – | – | 12,61% |
| Pesquisa Estimulada |                    |            |                 |             |                         |            |                 |          |           |               |           |               |             |              |             |             |        |              |          |       |       |   |   |   |        |
| Ibope               | 13-14 Nov          | 1.204      | 38%             | 16%         | 13%                     | 13%        | 7%              | 6%       | 3%        | 2%            | 1%        | 0%            | 0%          | 1%           | 1%          | –           | –      | –            | 22%      |       |       |   |   |   |        |
| Datafolha           | 13-14 Nov          | 2.987      | 37%             | 17%         | 13%                     | 14%        | 6%              | 6%       | 3%        | 2%            | 1%        | 1%            | 0%          | 0%           | 1%          | –           | –      | –            | 18%      |       |       |   |   |   |        |
| RealTime BigData    | 12-13 Nov          | 1.200      | 35%             | 15%         | 15%                     | 17%        | 5%              | 7%       | 2%        | 3%            | 0%        | 0%            | 0%          | 0%           | 0%          | –           | –      | –            | 18%      |       |       |   |   |   |        |
| RealTime BigData    | 11-12 Nov          | 1.000      | 33%             | 13%         | 13%                     | 14%        | 5%              | 8%       | 1%        | 1%            | 0%        | 0%            | 0%          | 0%           | 0%          | –           | –      | 18%          | 19%      |       |       |   |   |   |        |
| Paraná Pesquisas    | 10-12 Nov          | 1000       | 31%             | 15%         | 13%                     | 12%        | 5%              | 4%       | 2%        | 2%            | 0%        | 0%            | 0%          | 1%           | %           | –           | –      | 15%          | 16%      |       |       |   |   |   |        |
| XP/Ipespe           | 9-10 Nov           | 800        | 34%             | 15%         | 12%                     | 10%        | 6%              | 5%       | 2%        | 2%            | 0%        | 1%            | 0%          | 1%           | 0%          | –           | –      | 10%          | 19%      |       |       |   |   |   |        |
| Datafolha           | 9-10 Nov           | 1.512      | 32%             | 16%         | 14%                     | 12%        | 4%              | 4%       | 3%        | 2%            | 1%        | 0%            | 0%          | 0%           | 1%          | –           | –      | 10%          | 16%      |       |       |   |   |   |        |
| RealTime BigData    | 5-8 Nov            | 1.000      | 34%             | 13%         | 12%                     | 12%        | 2%              | 7%       | 1%        | 2%            | 0%        | 1%            | 0%          | 0%           | 0%          | –           | –      | 16%          | 21%      |       |       |   |   |   |        |
| Ibope               | 7-9 Nov            | 1.204      | 32%             | 13%         | 12%                     | 10%        | 5%              | 6%       | 2%        | 1%            | 0%        | 1%            | 0%          | 1%           | 0%          | –           | –      | 16%          | 19%      |       |       |   |   |   |        |
| Datafolha           | 3-4 Nov            | 1.260      | 28%             | 14%         | 16%                     | 13%        | 4%              | 6%       | 3%        | 3%            | 0%        | 1%            | 0%          | 1%           | 1%          | –           | –      | 12%          | 12%      |       |       |   |   |   |        |
| XP/Ipespe           | 2-3 Nov            | 800        | 26%             | 15%         | 19%                     | 10%        | 4%              | 4%       | 2%        | 2%            | 0%        | 1%            | 0%          | 0%           | 0%          | –           | –      | 18%          | 7%       |       |       |   |   |   |        |
| Paraná Pesquisas    | 29 Out-1 Nov       | 1.000      | 26%             | 13%         | 20%                     | 10%        | 4%              | 5%       | 2%        | 2%            | 0%        | 0%            | 0%          | 1%           | 1%          | –           | –      | 16%          | 6%       |       |       |   |   |   |        |
| RealTime BigData    | 29-31 Out          | 1.200      | 27%             | 12%         | 17%                     | 10%        | 3%              | 4%       | 2%        | 2%            | 0%        | 1%            | 0%          | 0%           | 0%          | –           | –      | 22%          | 10%      |       |       |   |   |   |        |
| Ibope               | 28-30 Out          | 1.204      | 26%             | 13%         | 20%                     | 11%        | 3%              | 6%       | 2%        | 1%            | 0%        | 1%            | 0%          | 1%           | 0%          | –           | –      | 15%          | 6%       |       |       |   |   |   |        |
| RealTime BigData    | 26-28 Out          | 1.000      | 27%             | 14%         | 22%                     | 9%         | 3%              | 5%       | 2%        | 2%            | 0%        | 1%            | 0%          | 1%           | 1%          | 0%          | –      | 14%          | 5%       |       |       |   |   |   |        |
| XP/Ipespe           | 26-27 Out          | 800        | 27%             | 16%         | 22%                     | 8%         | 4%              | 5%       | 2%        | 3%            | 0%        | 1%            | 0%          | 1%           | 0%          | 0%          | –      | 15%          | 5%       |       |       |   |   |   |        |
| Datafolha           | 20-21 Out          | 1.204      | 23%             | 14%         | 20%                     | 10%        | 4%              | 4%       | 3%        | 2%            | 1%        | 1%            | 0%          | 1%           | 1%          | 0%          | –      | 16%          | 3%       |       |       |   |   |   |        |
| XP/Ipespe           | 19-20 Out          | 800        | 25%             | 12%         | 27%                     | 8%         | 2%              | 4%       | 2%        | 2%            | 0%        | 1%            | 0%          | 1%           | 1%          | 0%          | –      | 17%          | 2%       |       |       |   |   |   |        |
| RealTime BigData    | 14-17 Out          | 1.050      | 24%             | 12%         | 25%                     | 8%         | 1%              | 4%       | 2%        | 3%            | 0%        | 1%            | 0%          | 0%           | 1%          | 0%          | –      | 19%          | 1%       |       |       |   |   |   |        |
| Ibope               | 13-15 Out          | 1.001      | 22%             | 10%         | 25%                     | 7%         | 2%              | 4%       | 1%        | 1%            | 1%        | 1%            | 0%          | 1%           | 1%          | 1%          | –      | 24%          | 3%       |       |       |   |   |   |        |
| RealTime Big Data   | 01, 03 e 15 Out    | 1.000      | 23%             | 10%         | 28%                     | 8%         | 2%              | 4%       | 1%        | 1%            | 0%        | 1%            | 0%          | 1%           | 1%          | 0%          | –      | 20%          | 5%       |       |       |   |   |   |        |
| XP/Ipespe           | 12-14 Out          | 800        | 23%             | 13%         | 28%                     | 8%         | 3%              | 3%       | 1%        | 2%            | 1%        | 1%            | 1%          | 1%           | 1%          | 1%          | –      | 12%          | 5%       |       |       |   |   |   |        |
| Datafolha           | 05-06 Out          | 1.092      | 21%             | 12%         | 27%                     | 8%         | 3%              | 1%       | 1%        | 2%            | 1%        | 1%            | 1%          | 2%           | 1%          | 1%          | –      | 16%          | 6%       |       |       |   |   |   |        |
| XP/Ipespe           | 05-06 Out          | 800        | 22%             | 10%         | 27%                     | 8%         | 3%              | 3%       | 1%        | 1%            | 0%        | 1%            | 0%          | 1%           | 1%          | 0%          | –      | 21%          | 5%       |       |       |   |   |   |        |
| Ibope               | 30 Set-01 Out      | 805        | 21%             | 8%          | 26%                     | 7%         | 1%              | 2%       | 1%        | 1%            | 1%        | 1%            | 1%          | 1%           | 1%          | 0%          | –      | 28%          | 5%       |       |       |   |   |   |        |
| XP/Ipespe           | 28-29 Set          | 800        | 21%             | 10%         | 24%                     | 9%         | 2%              | 1%       | 1%        | 2%            | 2%        | 1%            | 0%          | 1%           | 1%          | 0%          | –      | 27%          | 3%       |       |       |   |   |   |        |
| Pesquisa Espontânea |                    |            |                 |             |                         |            |                 |          |           |               |           |               |             |              |             |             |        |              |          |       |       |   |   |   |        |
| Datafolha           | 13-14 Nov          | 2.987      | 23%             | 14%         | 6%                      | 8%         | 3%              | 4%       | 1%        | 1%            | -         | -             | -           | -            | -           | -           | 6%     | 33%          | 9%       |       |       |   |   |   |        |
| RealTime BigData    | 12-13 Nov          | 1.200      | 21%             | 10%         | 8%                      | 10%        | 2%              | 4%       | 1%        | 1%            | -         | -             | -           | -            | -           | -           | 2%     | 41%          | 11%      |       |       |   |   |   |        |
| RealTime BigData    | 11-12 Nov          | 1.000      | 23%             | 11%         | 10%                     | 10%        | 3%              | 5%       | -         | 1%            | -         | -             | -           | -            | -           | -           | 2%     | 15%          | 13%      |       |       |   |   |   |        |
| Paraná Pesquisas    | 10-12 Nov          | 1000       | 21%             | 12%         | 7%                      | 8%         | 3%              | 2%       | 1%        | 1%            | -         | -             | -           | -            | -           | -           | 0%     | 46%          | 9%       |       |       |   |   |   |        |
| XP/Ipespe           | 9-10 Nov           | 800        | 23%             | 14%         | 7%                      | 7%         | 5%              | -        | -         | -             | -         | -             | -           | -            | -           | -           | 4%     | 40%          | 9%       |       |       |   |   |   |        |
| Datafolha           | 9-10 Nov           | 1.512      | 21%             | 14%         | 7%                      | 7%         | 3%              | 2%       | 1%        | 1%            | –         | –             | –           | –            | –           | –           | 6%     | 37%          | 7%       |       |       |   |   |   |        |
| RealTime BigData    | 5-8 Nov            | 1.000      | 21%             | 11%         | 8%                      | 7%         | 1%              | 4%       | –         | 1%            | –         | –             | –           | –            | –           | –           | –      | 45%          | 10%      |       |       |   |   |   |        |
| Ibope               | 7-9 Nov            | 1.204      | 22%             | 10%         | 7%                      | 5%         | 4%              | 3%       | 1%        | 1%            | –         | –             | –           | –            | –           | –           | 1%     | 45%          | 12%      |       |       |   |   |   |        |
| Datafolha           | 3-4 Nov            | 1.260      | 19%             | 12%         | 8%                      | 7%         | 3%              | 3%       | 1%        | 2%            | –         | –             | –           | –            | –           | –           | –      | 40%          | 7%       |       |       |   |   |   |        |
| XP/Ipespe           | 2-3 Nov            | 800        | 19%             | 12%         | 10%                     | 7%         | 3%              | 3%       | 1%        | 1%            | –         | –             | –           | –            | –           | –           | –      | 42%          | 7%       |       |       |   |   |   |        |
| RealTime BigData    | 29-31 Out          | 1.200      | 14%             | 9%          | 8%                      | 6%         | 3%              | 3%       | –         | 1%            | –         | –             | –           | –            | –           | –           | –      | 55%          | 5%       |       |       |   |   |   |        |
| Ibope               | 28-30 Out          | 1.204      | 15%             | 9%          | 8%                      | 5%         | 3%              | 3%       | 1%        | –             | –         | –             | –           | –            | –           | –           | –      | 54%          | 6%       |       |       |   |   |   |        |
| XP/Ipespe           | 26-27 Out          | 800        | 20%             | 13%         | 12%                     | 5%         | 3%              | 3%       | 1%        | 1%            | –         | –             | –           | –            | –           | –           | –      | 40%          | 7%       |       |       |   |   |   |        |
| Datafolha           | 20-21 Out          | 1.204      | 13%             | 11%         | 11%                     | 5%         | 3%              | 2%       | 1%        | 1%            | –         | –             | –           | –            | –           | –           | –      | 50%          | 2%       |       |       |   |   |   |        |
| XP/Ipespe           | 19-20 Out          | 800        | 16%             | 10%         | 10%                     | 5%         | 3%              | 3%       | 1%        | 1%            | –         | –             | –           | –            | –           | –           | –      | 51%          | 6%       |       |       |   |   |   |        |
| RealTime BigData    | 14-17 Out          | 1.050      | 14%             | 9%          | 9%                      | 4%         | 1%              | 1%       | 1%        | 1%            | –         | –             | –           | –            | –           | –           | –      | 19%          | 5%       |       |       |   |   |   |        |
| Ibope               | 13-15 Out          | 1.001      | 13%             | 9%          | 10%                     | 3%         | 1%              | 2%       | –         | 1%            | –         | –             | –           | 1%           | –           | –           | 1%     | 58%          | 3%       |       |       |   |   |   |        |
| XP/Ipespe           | 12-14 Out          | 800        | 13%             | 9%          | 9%                      | 4%         | 2%              | 2%       | 1%        | 1%            | –         | –             | –           | 1%           | –           | –           | 1%     | 57%          | 4%       |       |       |   |   |   |        |
| Datafolha           | 05-06 Out          | 1.092      | 10%             | 10%         | 7%                      | 3%         | 2%              | 1%       | –         | 1%            | –         | –             | –           | 1%           | –           | –           | 4%     | 61%          | 0%       |       |       |   |   |   |        |
| XP/Ipespe           | 05-06 Out          | 800        | 11%             | 7%          | 8%                      | 3%         | 1%              | 1%       | –         | 1%            | –         | –             | –           | –            | –           | –           | –      | 67%          | 3%       |       |       |   |   |   |        |
| Ibope               | 30 Set-01 Out      | 805        | 6%              | 5%          | 9%                      | 2%         | 1%              | –        | –         | –             | –         | –             | –           | –            | –           | –           | 4%     | 73%          | 3%       |       |       |   |   |   |        |
| XP/Ipespe           | 28-29 Set          | 800        | 10%             | 6%          | 6%                      | 3%         | 1%              | 1%       | –         | 1%            | –         | –             | –           | –            | –           | –           | –      | 72%          | 4%       |       |       |   |   |   |        |

## Rejeição

### Segundo turno
| Data              | Instituto        | Boulos (PSOL) | Covas (PSDB) | Rejeita todos | Não rejeita nenhum | Não sabem/não responderam |
| ----------------- | ---------------- | ------------- | ------------ | ------------- | ------------------ | ------------------------- |
| 16-17 de Novembro | XP/Ipespe        | 42%           | 35%          | –             | –                  | –                         |
| 16-17 de Novembro | Paraná Pesquisas | 47,9%         | 34,7%        | –             | –                  | –                         |
| 16-17 de Novembro | RealTime BigData | 40%           | 24%          | 10%           | 19%                | 7%                        |

### Primeiro turno
| Data                 | Instituto        | Russomano (Republicanos) | Hasselmann (PSL) | Boulos (PSOL) | Tatto (PT) | Fidelix (PRTB) | Covas (PSDB) | Silva (PCdoB) | Arthur (Patriota) | Vera (PSTU) | França (PSB) | Matarazzo (PSD) | Helou (REDE) | Antônio (PCO) | Sabará (NOVO) | Poderia votar em todos | Não sabem/não responderam |
| -------------------- | ---------------- | ------------------------ | ---------------- | ------------- | ---------- | -------------- | ------------ | ------------- | ----------------- | ----------- | ------------ | --------------- | ------------ | ------------- | ------------- | ---------------------- | ------------------------- |
| 13-14 de Novembro    | Ibope            | 45%                      | 26%              | 23%           | 21%        | 19%            | 19%          | 16%           | 14%               | 14%         | 14%          | 12%             | 12%          | 11%           | –             | 3%                     | 9%                        |
| 13-14 de Novembro    | Datafolha        | 50%                      | 33%              | 24%           | 25%        | 23%            | 25%          | 18%           | 17%               | 14%         | 17%          | 13%             | 12%          | 11%           | –             | 2%                     | 4%                        |
| 12-13 de Novembro    | RealTime BigData | 44%                      | 21%              | 28%           | 29%        | 18%            | 22%          | 18%           | 18%               | 16%         | 16%          | 15%             | 15%          | 12%           | –             | –                      | –                         |
| 11-12 de Novembro    | RealTime BigData | 22%                      | 10%              | 15%           | 9%         | 1%             | 16%          | 1%            | 3%                | 0%          | 7%           | 2%              | 0%           | 0%            | –             | –                      | –                         |
| 10-12 de Novembro    | Paraná Pesquisas | 45,3%                    | 23,6%            | 27,8%         | 23,2%      | 13,4%          | 16,9%        | 12,6%         | 14,4%             | 11,0%       | 12,8%        | 12,5%           | 11,5%        | 10,2%         | –             | 3,3%                   | 14,3%                     |
| 9-10 de Novembro     | XP/Ipespe        | 65%                      | 68%              | 52%           | 58%        | 71%            | 38%          | 57%           | 52%               | 47%         | 45%          | 53%             | 51%          | 48%           | –             | –                      | –                         |
| 9-10 de Novembro     | Datafolha        | 49%                      | 32%              | 23%           | 23%        | 22%            | 24%          | 18%           | 15%               | 13%         | 17%          | 12%             | 11%          | 11%           | –             | 2%                     | 4%                        |
| 7-9 de Novembro      | IBOPE            | 41%                      | 25%              | 25%           | 20%        | 21%            | 17%          | 14%           | 16%               | 15%         | 11%          | 12%             | 11%          | 11%           | –             | 2%                     | 13%                       |
| 3-4 de Novembro      | Datafolha        | 47%                      | 30%              | 22%           | 23%        | 22%            | 25%          | 17%           | 16%               | 12%         | 14%          | 13%             | 10%          | 10%           | –             | 2%                     | 4%                        |
| 29 Out-1 de Novembro | Paraná Pesquisas | 40%                      | 18%              | 24%           | 17%        | 14%            | 24%          | 13%           | 13%               | 12%         | 14%          | 14%             | 12%          | 11%           | –             | 4%                     | 16%                       |
| 29-31 de Outubro     | RealTime BigData | 42%                      | 19%              | 25%           | 30%        | 24%            | 21%          | 14%           | 16%               | 14%         | 15%          | 15%             | 15%          | 14%           | –             | –                      | –                         |
| 28-30 de Outubro     | Ibope            | 38%                      | 26%              | 22%           | 18%        | 22%            | 20%          | 14%           | 15%               | 12%         | 10%          | 12%             | 11%          | 11%           | 16%           | 4%                     | 11%                       |
| 26-28 de Outubro     | RealTime BigData | 11%                      | 7%               | 11%           | 6%         | 2%             | 21%          | 1%            | 4%                | 1%          | 3%           | 3%              | 1%           | 0%            | 1%            | –                      | 7%                        |
| 20-21 de Outubro     | Datafolha        | 38%                      | 33%              | 24%           | 23%        | 26%            | 25%          | 19%           | 20%               | 20%         | 16%          | 14%             | 15%          | 15%           | 21%           | 2%                     | 4%                        |
| 19-20 de Outubro     | XP/Ipespe        | 51%                      | 58%              | 48%           | 49%        | 65%            | 41%          | 50%           | 42%               | 40%         | 46%          | 47%             | 43%          | 39%           | 41%           | –                      | –                         |
| 14-17 de Outubro     | RealTime BigData | 32%                      | 16%              | 20%           | 18%        | 13%            | 21%          | 13%           | 14%               | 10%         | 13%          | 13%             | 14%          | 9%            | 15%           | –                      | –                         |
| 13-15 de Outubro     | Ibope            | 30%                      | 24%              | 18%           | 16%        | 21%            | 23%          | 13%           | 13%               | 11%         | 14%          | 10%             | 9%           | 8%            | 12%           | 4%                     | 11%                       |
| 12-14 de Outubro     | XP/Ipespe        | 49%                      | 56%              | 48%           | 47%        | 61%            | 44%          | 47%           | 40%               | 36%         | 43%          | 44%             | 39%          | 35%           | 38%           | –                      | –                         |
| 5-6 de Outubro       | Datafolha        | 29%                      | 31%              | 23%           | 21%        | 30%            | 31%          | 19%           | 19%               | 20%         | 15%          | 16%             | 16%          | 15%           | 20%           | 2%                     | 7%                        |
| 5-6 de Outubro       | XP/Ipespe        | 47%                      | 53%              | 45%           | 44%        | 59%            | 45%          | 42%           | 38%               | 33%         | 41%          | 43%             | 39%          | 33%           | 34%           | –                      | –                         |
| 30 Set-1 de Outubro  | Ibope            | 27%                      | 19%              | 17%           | 12%        | 21%            | 31%          | 10%           | 9%                | 9%          | 13%          | 11%             | 8%           | 6%            | 8%            | 6%                     | 13%                       |
| 28-29 de Setembro    | XP/Ipespe        | 49%                      | 55%              | 45%           | 44%        | 58%            | 47%          | 43%           | 39%               | 31%         | 41%          | 43%             | 38%          | 29%           | 33%           | –                      | –                         |

## Debates
Primeiro turno
| Data           | Organizador(es)       | Mediação                      | Covas (PSDB)            | Russomanno (Republicanos) | Boulos (PSOL)           | França (PSB)            | Tatto (PT)              | Arthur (Patriota)       | Joice (PSL)             | Matarazzo (PSD)         | Orlando (PCdoB)         | Marina (REDE)           | Fidelix (PRTB)          | Vera (PSTU)             | Antônio (PCO)           | Sabará (NOVO)           |
| -------------- | --------------------- | ----------------------------- | ----------------------- | ------------------------- | ----------------------- | ----------------------- | ----------------------- | ----------------------- | ----------------------- | ----------------------- | ----------------------- | ----------------------- | ----------------------- | ----------------------- | ----------------------- | ----------------------- |
| 1.º de outubro | Band São Paulo        | Eduardo Oinegue               | Presente                | Presente                  | Presente                | Presente                | Presente                | Presente                | Presente                | Presente                | Presente                | Presente                | Não convidado           | Não convidada           | Não convidado           | Presente                |
| 23 de outubro  | RedeTV! São Paulo     | Cancelado pela emissora       | Cancelado pela emissora | Cancelado pela emissora   | Cancelado pela emissora | Cancelado pela emissora | Cancelado pela emissora | Cancelado pela emissora | Cancelado pela emissora | Cancelado pela emissora | Cancelado pela emissora | Cancelado pela emissora | Cancelado pela emissora | Cancelado pela emissora | Cancelado pela emissora | Cancelado pela emissora |
| 26 de outubro  | ConecTV               | Euds Ricardo                  | Ausente                 | Ausente                   | Ausente                 | Ausente                 | Presente                | Presente                | Presente                | Presente                | Presente                | Presente                | Não convidado           | Não convidada           | Não convidado           | Não convidado           |
| 27 de outubro  | Diário de São Paulo   | Marcelo Emerson Camila Smithz | Ausente                 | Ausente                   | Ausente                 | Presente                | Presente                | Presente                | Presente                | Presente                | Presente                | Presente                | Presente                | Não convidada           | Não convidado           | Não convidado           |
| 31 de outubro  | SBT São Paulo         | Cancelado pela emissora       | Cancelado pela emissora | Cancelado pela emissora   | Cancelado pela emissora | Cancelado pela emissora | Cancelado pela emissora | Cancelado pela emissora | Cancelado pela emissora | Cancelado pela emissora | Cancelado pela emissora | Cancelado pela emissora | Cancelado pela emissora | Cancelado pela emissora | Cancelado pela emissora | Cancelado pela emissora |
| 5 de novembro  | Veja São Paulo        | Raul Juste Lores              | Presente                | Ausente                   | Presente                | Presente                | Não convidado           | Não convidado           | Não convidada           | Não convidado           | Não convidado           | Não convidada           | Não convidado           | Não convidada           | Não convidado           | Indeferido              |
| 6 de novembro  | Veja                  | Ricardo Ferraz                | Presente                | Ausente                   | Presente                | Presente                | Presente                | Presente                | Presente                | Não convidado           | Não convidado           | Não convidada           | Não convidado           | Não convidada           | Não convidado           | Indeferido              |
| 8 de novembro  | RecordTV São Paulo    | Cancelado pela emissora       | Cancelado pela emissora | Cancelado pela emissora   | Cancelado pela emissora | Cancelado pela emissora | Cancelado pela emissora | Cancelado pela emissora | Cancelado pela emissora | Cancelado pela emissora | Cancelado pela emissora | Cancelado pela emissora | Cancelado pela emissora | Cancelado pela emissora | Cancelado pela emissora | Cancelado pela emissora |
| 8 de novembro  | TV Democracia         | Fábio Pannunzio               | Ausente                 | Ausente                   | Presente                | Presente                | Presente                | Presente                | Presente                | Presente                | Presente                | Presente                | Presente                | Presente                | Presente                | Indeferido              |
| 9 de novembro  | CNN Brasil            | Cancelado pela emissora       | Cancelado pela emissora | Cancelado pela emissora   | Cancelado pela emissora | Cancelado pela emissora | Cancelado pela emissora | Cancelado pela emissora | Cancelado pela emissora | Cancelado pela emissora | Cancelado pela emissora | Cancelado pela emissora | Cancelado pela emissora | Cancelado pela emissora | Cancelado pela emissora | Cancelado pela emissora |
| 10 de novembro | O Estado de São Paulo | Vera Magalhães                | Presente                | Presente                  | Presente                | Presente                | Presente                | Presente                | Não convidada           | Não convidado           | Não convidado           | Não convidado           | Não convidado           | Não convidada           | Não convidado           | Não convidado           |
| 11 de novembro | TVT                   | Glauco Faria                  | Ausente                 | Ausente                   | Ausente                 | Ausente                 | Presente                | Presente                | Presente                | Não convidado           | Presente                | Presente                | Não convidado           | Não convidada           | Não convidado           | Indeferido              |
| 11 de novembro | UOL/Folha de S.Paulo  | Luciana Coelho Thaís Oyama    | Presente                | Presente                  | Presente                | Presente                | Não convidado           | Não convidado           | Não convidada           | Não convidado           | Não convidado           | Não convidada           | Não convidado           | Não convidada           | Não convidado           | Indeferido              |
| 12 de novembro | Globo São Paulo       | Cancelado pela emissora       | Cancelado pela emissora | Cancelado pela emissora   | Cancelado pela emissora | Cancelado pela emissora | Cancelado pela emissora | Cancelado pela emissora | Cancelado pela emissora | Cancelado pela emissora | Cancelado pela emissora | Cancelado pela emissora | Cancelado pela emissora | Cancelado pela emissora | Cancelado pela emissora | Cancelado pela emissora |
| 12 de novembro | Veja São Paulo        | Raul Juste Lores              | Não convidado           | Não convidado             | Não convidado           | Não convidado           | Presente                | Presente                | Presente                | Presente                | Não convidado           | Não convidada           | Não convidado           | Não convidada           | Não convidado           | Indeferido              |
| 12 de novembro | TV Cultura            | Leão Serva                    | Presente                | Presente                  | Presente                | Presente                | Presente                | Presente                | Presente                | Presente                | Presente                | Presente                | Não convidado           | Não convidada           | Não convidado           | Indeferido              |

Segundo turno
| Data           | Organizador(es)    | Mediação                                                          | Covas (PSDB)                                                      | Boulos (PSOL)                                                     |
| -------------- | ------------------ | ----------------------------------------------------------------- | ----------------------------------------------------------------- | ----------------------------------------------------------------- |
| 16 de novembro | CNN Brasil         | Monalisa Perrone                                                  | Presente                                                          | Presente                                                          |
| 19 de novembro | Band São Paulo     | Eduardo Oinegue                                                   | Presente                                                          | Presente                                                          |
| 21 de novembro | SBT SP             | Declinado por ambos os candidatos                                 | Declinado por ambos os candidatos                                 | Declinado por ambos os candidatos                                 |
| 22 de novembro | RecordTV São Paulo | Cancelado pela emissora                                           | Cancelado pela emissora                                           | Cancelado pela emissora                                           |
| 27 de novembro | Globo São Paulo    | Cancelado pela emissora após Boulos testar positivo para COVID-19 | Cancelado pela emissora após Boulos testar positivo para COVID-19 | Cancelado pela emissora após Boulos testar positivo para COVID-19 |

## Resultado

### Prefeito
| Candidato(a)                                             | Vice                                                     | 1º turno 15 de novembro | 1º turno 15 de novembro | 2º turno 29 de novembro | 2º turno 29 de novembro |
| Candidato(a)                                             | Vice                                                     | Votação                 | Votação                 | Votação                 | Votação                 |
| Candidato(a)                                             | Vice                                                     | Total                   | Percentagem             | Total                   | Percentagem             |
| -------------------------------------------------------- | -------------------------------------------------------- | ----------------------- | ----------------------- | ----------------------- | ----------------------- |
| Bruno Covas (PSDB)                                       | Ricardo Nunes (MDB)                                      | 1.754.013               | 32,85%                  | 3.169.121               | 59,38%                  |
| Guilherme Boulos (PSOL)                                  | Luiza Erundina (PSOL)                                    | 1.080.736               | 20,24%                  | 2.168.109               | 40,62%                  |
| Márcio França (PSB)                                      | Antonio Neto (PDT)                                       | 728.441                 | 13,64%                  | Não participaram        | Não participaram        |
| Celso Russomanno (Republicanos)                          | Marcos da Costa (PTB)                                    | 560.666                 | 10,50%                  | Não participaram        | Não participaram        |
| Arthur do Val Mamãe Falei (Patriota)                     | Adelaide Oliveira (Patriota)                             | 522.210                 | 9,78%                   | Não participaram        | Não participaram        |
| Jilmar Tatto (PT)                                        | Carlos Zarattini (PT)                                    | 461.666                 | 8,65%                   | Não participaram        | Não participaram        |
| Joice Hasselmann (PSL)                                   | Ivan Sayeg (PSL)                                         | 98.342                  | 1,84%                   | Não participaram        | Não participaram        |
| Andrea Matarazzo (PSD)                                   | Marta Costa (PSD)                                        | 82.743                  | 1,55%                   | Não participaram        | Não participaram        |
| Marina Helou (REDE)                                      | Marco Dipreto (REDE)                                     | 22.073                  | 0,41%                   | Não participaram        | Não participaram        |
| Orlando Silva (PCdoB)                                    | Andrea Barcelos (PCdoB)                                  | 12.254                  | 0,23%                   | Não participaram        | Não participaram        |
| Levy Fidelix (PRTB)                                      | Jairo Glikson (PRTB)                                     | 11.960                  | 0,22%                   | Não participaram        | Não participaram        |
| Vera Lúcia (PSTU)                                        | Professor Lucas (PSTU)                                   | 3.052                   | 0,06%                   | Não participaram        | Não participaram        |
| Antônio Carlos (PCO)                                     | Henrique Áreas (PCO)                                     | 630                     | 0,01%                   | Não participaram        | Não participaram        |
| → Total de votos válidos                                 | → Total de votos válidos                                 | 5.338.786               | 84,02%                  | 5.337.230               | 85,84%                  |
| → Votos em branco                                        | → Votos em branco                                        | 373.037                 | 5,87%                   | 273.216                 | 4,40%                   |
| → Votos nulos                                            | → Votos nulos                                            | 642.277                 | 10,11%                  | 607.062                 | 9,07%                   |
| Total                                                    | Total                                                    | 6.354.100               | 70,71%                  | 6.217.508               | 69,19%                  |
| Abstenções                                               | Abstenções                                               | 2.632.587               | 29,29%                  | 2.769.179               | 30,81%                  |
| Total de inscritos                                       | Total de inscritos                                       | 8.986.687               | 100%                    | 8.986.687               | 100%                    |
| Relação da população municipal ao total de votos válidos | Relação da população municipal ao total de votos válidos | 12.038.175              | ~48,09%                 | 12.038.175              | ~48,09%                 |
| Relação da população municipal ao total de inscritos     | Relação da população municipal ao total de inscritos     | 12.038.175              | ~73,81%                 | 12.038.175              | ~73,81%                 |

### Composição Câmara Municipal
Na composição partidária, apesar de perderem votos quando comparado a eleição anterior, PSDB e PT mantiveram se como os dois partidos com maior número de vereadores, cada um com 8 vereadores, o menor número desde 2008. PSOL, partido do candidato Guilherme Boulos, triplicou sua bancada, de 2 para 6 vereadores. Pelos resultados divulgados no dia da eleição, o DEM também havia atingido uma bancada de 6 vereadores, mas perdeu uma vaga depois que a Justiça Eleitoral deferiu, em dezembro, duas candidaturas do Solidariedade que estavam sob análise, fazendo com que este partido conseguisse votos o suficiente para uma vaga na Câmara Municipal no lugar de uma vaga do DEM.
Os partidos que compunham a chapa do prefeito reeleito Bruno Covas elegeram 25 dos 55 vereadores, um pouco menos que a maioria absoluta da Câmara Municipal. A dita oposição à esquerda cresceu, junto com legendas à direita criticas da gestão tucana, porém na análise do ex-líder de governo Aurélio Nomura, o governo só deve apresentar problemas de votação em matérias que exigem maioria qualificada, como mudanças no plano diretor.
Essa foi a primeira eleição onde os partidos não puderam formar coligações para eleger os vereadores, regra que passou a valer a partir da Reforma política aprovada em 2017.
|                       |                       |                               |                               |                               |                               |                               |
| Partido               | Partido               | Câmara Municipal de São Paulo | Câmara Municipal de São Paulo | Câmara Municipal de São Paulo | Câmara Municipal de São Paulo | Câmara Municipal de São Paulo |
| Partido               | Partido               | Votos                         | %                             | Assentos                      | % de assentos                 | +/–                           |
|                       | PT                    | 653.328                       | 12,88%                        | 8                             | 14,55%                        | 1                             |
|                       | PSDB                  | 623.927                       | 12,30%                        | 8                             | 14,55%                        | 4                             |
|                       | PSOL                  | 444.235                       | 8,76%                         | 6                             | 10,91%                        | 4                             |
|                       | DEM                   | 439.714                       | 8,67%                         | 5                             | 9,09%                         | 1                             |
|                       | Republicanos          | 324.787                       | 6,40%                         | 4                             | 7,27%                         | Estável                       |
|                       | PODE                  | 267.254                       | 5,27%                         | 3                             | 5,45%                         | 1                             |
|                       | MDB                   | 255.384                       | 5,04%                         | 3                             | 5,45%                         | 1                             |
|                       | PSD                   | 255.045                       | 5,03%                         | 3                             | 5,45%                         | Estável                       |
|                       | Patriota              | 222.631                       | 4,39%                         | 3                             | 5,45%                         | 2                             |
|                       | NOVO                  | 191.665                       | 3,78%                         | 2                             | 3,64%                         | 1                             |
|                       | PSB                   | 180.895                       | 3,57%                         | 2                             | 3,64%                         | 1                             |
|                       | PL                    | 166.764                       | 3,29%                         | 2                             | 3,64%                         | 2                             |
|                       | PSL                   | 132.791                       | 2,62%                         | 1                             | 1,82%                         | Estável                       |
|                       | PP                    | 121.324                       | 2,39%                         | 1                             | 1,82%                         | 1                             |
|                       | PV                    | 113.885                       | 2,25%                         | 1                             | 1,82%                         | Estável                       |
|                       | PSC                   | 81.037                        | 1,60%                         | 1                             | 1,82%                         | Estável                       |
|                       | Solidariedade         | 77.100                        | 1,52%                         | 1                             | 1,82%                         | 1                             |
|                       | PTB                   | 74.229                        | 1,46%                         | 1                             | 1,82%                         | Estável                       |
|                       | PCdoB                 | 69.209                        | 1,36%                         | 0                             | 0%                            | Estável                       |
|                       | Cidadania             | 65.418                        | 1,29%                         | 0                             | 0%                            | 2                             |
|                       | PRTB                  | 60.502                        | 1,19%                         | 0                             | 0%                            | Estável                       |
|                       | Avante                | 58.395                        | 1,15%                         | 0                             | 0%                            | Estável                       |
|                       | PDT                   | 54.988                        | 1,08%                         | 0                             | 0%                            | Estável                       |
|                       | REDE                  | 51.923                        | 1,02%                         | 0                             | 0%                            | Estável                       |
|                       | PROS                  | 21.807                        | 0,43%                         | 0                             | 0%                            | Estável                       |
|                       | PTC                   | 18.352                        | 0,36%                         | 0                             | 0%                            | Estável                       |
|                       | PMN                   | 13.131                        | 0,26%                         | 0                             | 0%                            | Estável                       |
|                       | DC                    | 9.708                         | 0,19%                         | 0                             | 0%                            | Estável                       |
|                       | PMB                   | 7.640                         | 0,15%                         | 0                             | 0%                            | Estável                       |
|                       | UP                    | 5.618                         | 0,11%                         | 0                             | 0%                            | Novo                          |
|                       | PSTU                  | 4.245                         | 0,08%                         | 0                             | 0%                            | Estável                       |
|                       | PCB                   | 3.965                         | 0,08%                         | 0                             | 0%                            | Estável                       |
|                       | PCO                   | 832                           | 0,02%                         | 0                             | 0%                            | Estável                       |
| → Votos Validos       | → Votos Validos       | 5.071.728                     | 56,44%                        | 55                            | 100%                          |                               |
| → Votos brancos/nulos | → Votos brancos/nulos | 1.240.180                     | 13,80%                        |                               |                               |                               |
| → Anulados            | → Anulados            | 42.192                        | 0,47%                         |                               |                               |                               |
| Total                 | Total                 | 6.354.100                     | 70,71%                        |                               |                               |                               |
| Abstenção             | Abstenção             | 2.632.587                     | 29,29%                        |                               |                               |                               |
| Total de inscritos    | Total de inscritos    | 8.986.687                     | 100%                          |                               |                               |                               |

### Vereadores Eleitos
Dos 55 vereadores, houve a renovação de 21 cadeiras com a maior quantidade de mulheres no parlamento paulistano. Os vereadores mais votados continuaram os mesmos de 2016 com Eduardo Suplicy e o democrata Milton Leite, porém entre os quatro mais votados entraram os influenciadores digitais Delegado Palumbo, identificado com a "bancada da bala", e Felipe Becari, identificado com a causa de defesa dos animais.
Na eleição, foram eleitos os primeiros vereadores trans do município, a ativista Erika Hilton do PSOL e o artista Thammy Miranda do PL, respectivamente mulher e homem trans, ambos entre os 10 candidatos mais votados. Também teve a entrada de duas bancadas coletivas, ambas pelo PSOL, e o crescimento de candidatos ligados a movimentos de renovação política como o Movimento Brasil Livre.
Entre os vereadores que perderam reeleição, incluem-se Toninho Paiva que buscava seu sétimo mandato como vereador, Police Neto que já havia tido quatro mandatos, e a jornalista Soninha Francine, que havia sido secretária na Gestão Doria e duas vezes candidata a prefeita.
| Candidato(a)                  | Partido       | Votação     | Votação |
| Candidato(a)                  | Partido       | Porcentagem | Total   |
| ----------------------------- | ------------- | ----------- | ------- |
| Eduardo Suplicy               | PT            | 3,28%       | 167.552 |
| Milton Leite                  | DEM           | 2,59%       | 132.716 |
| Delegado Palumbo              | MDB           | 2,31%       | 118.395 |
| Felipe Becari                 | PSD           | 1,93%       | 98.717  |
| Fernando Holiday              | Patriota      | 1,32%       | 67.715  |
| Erika Hilton                  | PSOL          | 0,99%       | 50.508  |
| Silvia da Bancada Feminista   | PSOL          | 0,90%       | 46.267  |
| Roberto Tripoli               | PV            | 0,90%       | 46.219  |
| Thammy Miranda                | PL            | 0,85%       | 43.321  |
| André Santos                  | Republicanos  | 0,81%       | 41.584  |
| Rute Costa                    | PSDB          | 0,81%       | 41.546  |
| Eduardo Tuma                  | PSDB          | 0,79%       | 40.270  |
| Sansão Pereira                | Republicanos  | 0,78%       | 39.709  |
| Luana Alves                   | PSOL          | 0,73%       | 37.550  |
| Atilio Francisco              | Republicanos  | 0,69%       | 35.345  |
| João Jorge                    | PSDB          | 0,67%       | 34.323  |
| Arnaldo Faria de Sá           | PP            | 0,67%       | 34.213  |
| Carlos Bezerra Jr.            | PSDB          | 0,67%       | 34.144  |
| Rubinho Nunes                 | Patriota      | 0,65%       | 33.038  |
| Eli Corrêa                    | DEM           | 0,63%       | 32.482  |
| Antonio Donato                | PT            | 0,62%       | 31.920  |
| Rodrigo Goulart               | PSD           | 0,62%       | 31.472  |
| Alessandro Guedes             | PT            | 0,61%       | 31.124  |
| Janaína Lima                  | NOVO          | 0,60%       | 30.931  |
| Adilson Amadeu                | DEM           | 0,60%       | 30.549  |
| Ricardo Tripoli               | PSDB          | 0,60%       | 30.495  |
| Jair Tatto                    | PT            | 0,58%       | 29.918  |
| Celso Giannazi                | PSOL          | 0,56%       | 28.535  |
| Sandra Tadeu                  | DEM           | 0,56%       | 28.464  |
| Juliana Cardoso               | PT            | 0,56%       | 28.402  |
| Toninho Vespoli               | PSOL          | 0,52%       | 26.748  |
| Marlon do Uber                | Patriota      | 0,50%       | 25.643  |
| George Hato                   | MDB           | 0,50%       | 25.599  |
| Aurélio Nomura                | PSDB          | 0,49%       | 25.316  |
| Senival Moura                 | PT            | 0,49%       | 25.311  |
| Alfredinho                    | PT            | 0,49%       | 25.159  |
| Arselino Tatto                | PT            | 0,49%       | 25.021  |
| Fabio Riva                    | PSDB          | 0,48%       | 24.739  |
| Isac Félix                    | PL            | 0,47%       | 23.929  |
| Camilo Cristofaro             | PSB           | 0,46%       | 23.431  |
| Ricardo Teixeira              | DEM           | 0,46%       | 23.280  |
| Edir Sales                    | PSD           | 0,45%       | 23.106  |
| Ely Teruel                    | PODE          | 0,45%       | 23.084  |
| Marcelo Messias               | MDB           | 0,45%       | 23.006  |
| Elaine do Quilombo Periférico | PSOL          | 0,44%       | 22.742  |
| Gilberto Nascimento Jr        | PSC           | 0,44%       | 22.659  |
| Eliseu Gabriel                | PSB           | 0,41%       | 21.122  |
| Milton Ferreira               | PODE          | 0,39%       | 20.126  |
| Sandra Santana                | PSDB          | 0,38%       | 19.591  |
| Danilo do Posto de Saúde      | PODE          | 0,37%       | 19.024  |
| Cris Monteiro                 | NOVO          | 0,35%       | 18.085  |
| Sidney Cruz                   | Solidariedade | 0.35%       | 17.899  |
| Sonaira Fernandes             | Republicanos  | 0,35%       | 17.881  |
| Paulo Frange                  | PTB           | 0,35%       | 17.796  |
| Rinaldi Digilio               | PSL           | 0,27%       | 13.673  |